# 伊爾馬察盧

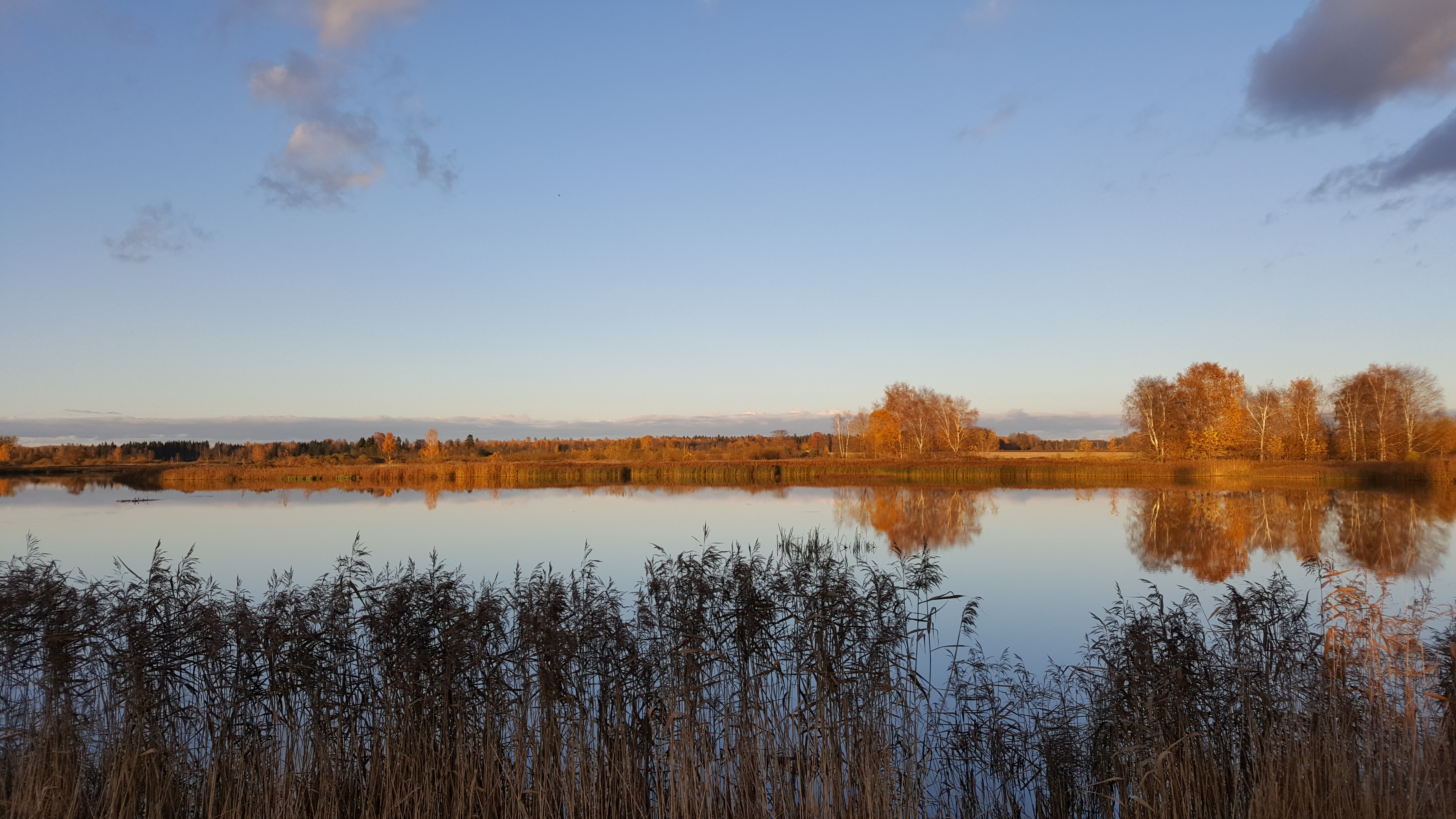
自然风光

伊爾馬察盧，是愛沙尼亞塔爾圖縣塔尔图城市型市镇内的小鎮，位於該國東南部，曾是原泰赫特韋雷市镇的行政中心，鎮上的磚廠在1879和1961年之間進行生產，2011年該小鎮人口392。